# 리처드 C. 톨먼
리처드 체이스 톨먼(영어: Richard Chace Tolman, 1881년 3월 4일 – 1948년 9월 5일)는 통계 역학에 많은 공헌을 한 미국의 수리 물리학자이자 물리 화학자이다. 또한 아인슈타인이 일반 상대성이론을 발견한 직후 몇 년 동안 이론적 우주론에 중요한 공헌을 했다. 그는 캘리포니아 공과대학 (Caltech)에서 물리 화학 및 수학 물리학 교수였다.

## 생애
리처드 톨먼은 매사추세츠 주, 웨스트 뉴턴에서 태어나 매사추세츠 공과대학에서 화학 공학을 전공하여 1903년에 학사 학위를, 1910년에 A. A. Noyes의 지도하에 박사 학위를 받았다.
그는 1924년에 루스 셔먼 톨먼과 결혼했다.

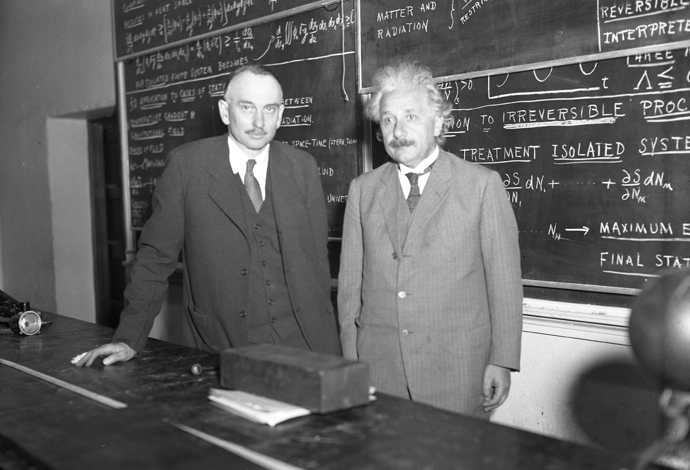
1932년 칼텍의 리처드 C. 톨먼과 알베르트 아인슈타인.

1912년에 그는 상대론적 질량의 개념을 고안했는데, "{\displaystyle m_{0}\left(1-{\frac {v^{2}}{c^{2}}}\right)^{-1/2}} 의 표현이 움직이는 물체의 질량에 가장 적합합니다."라고 기술한 바 있다.
1916년 토마스 데일 스튜어트와 함께 한 실험에서 톨먼은 전기가 금속 전도체를 통해 흐르는 전자로 구성되어 있음을 입증했다. 이 실험에 따른 부산물은 전자의 질량 측정값이었다. 그러나 전반적으로 그는 주로 이론가로 알려져 있다.
톨먼은 1919년 기술관료제 운동의 선구자인 기술 동맹의 회원이었으며 그곳에서 과학을 사회 및 산업 문제에 적용할 가능성을 분석하는 에너지 조사를 수행하는 데 도움을 주었다.
톨먼은 1922년 미국 예술 과학 아카데미의 회원으로 선출되었다 같은 해에 그는 캘리포니아 공과대학교의 교수진에 합류하여 물리화학 및 수리물리학 교수가 되었고 나중에는 대학원장이 되었다. 칼텍에서 톨먼의 초기 학생 중 한 명은 톨먼이 구식 양자 이론을 가르친 이론 화학자 라이너스 폴링이다.
1927년에 톨먼은 막스 플랑크, 닐스 보어 및 아르놀트 좀머펠트의 구식 양자 이론을 배경으로 하는 통계 역학에 대한 교과서를 발표했다. 1938년에 그는 고전 및 양자 시스템에 대한 통계 역학의 적용을 다루는 새로운 상세 연구결과를 발표했다. 이것은 수년 동안 그 주제에 대한 표준 작업이었으며 오늘날에도 여전히 관심을 끌고 있다.
경력의 말년에 톨먼은 열역학을 상대론적 시스템과 우주론에 적용하는 데 점점 더 관심을 갖게 되었다. 그가 1934년에 출판한 《상대론, 열역학 및 우주론》이라는 제목의 중요한 단행본에서는 팽창하는 우주에서 흑체 복사가 어떻게 냉각되면서 열 복사로 유지되는지를 보여주었는데, 이는 우주 마이크로파 배경의 속성을 가리키는 핵심 포인터이다. 또한 이 단행본에서 톨먼은 닫힌 우주가 제로 에너지와 같을 수 있는 방법을 문서화하여 설명한 최초의 사람이었다. 그는 어떻게 모든 질량 에너지가 양수이고 모든 중력 에너지가 음수이며 서로 상쇄되어 에너지가 0인 우주가 되는지 설명했다. 알렉산드르 프리드만이 1922년에 제안한 진동 우주(oscillatory universe) 가설에 대한 그의 연구에 의하여 엔트로피와 관련된 어려운 문제점에 주의가 집중하게 되었으며 이로 인해서 1960년대 후반이 되자 진동 우주론은 점차 쇠퇴하게 되었다.
제2차 세계 대전 중에 톨먼은 맨해튼 프로젝트에서 레슬리 그로브스 장군의 과학 고문으로 근무했다. 패서디나에서 사망할 당시 그는 유엔 원자력 위원회의 미국 대표인 버나드 바루크의 수석 고문이었다.
매년 미국 화학회의 남부 캘리포니아 지부에서는 "화학에 대한 탁월한 공헌을 인정하는" 톨먼 메달을 수여하여 톨먼에게 경의를 표하고 있다.

## 가족
리처드 톨먼의 형제로 행동 심리학자 에드워드 체이스 톨먼이 있다.

## 같이 보기
- 열역학 및 통계역학 교과서 목록
- 톨먼 길이
- 톨먼의 표면 휘도 테스트
- 톨먼의 역설
- 톨먼의 H 정리
- 톨먼-에렌페스트 효과
- 톨먼-오펜하이머-볼코프 방정식
- 톨먼-오펜하이머-볼코프 한계
- 르메트르-톨먼 계량
- 루이스-톨먼 역설
- 스튜어트-톨먼 효과
- 진동 우주
- 정적 구형 대칭 완전 유체
- 씬맨 (핵폭탄)

## 저서

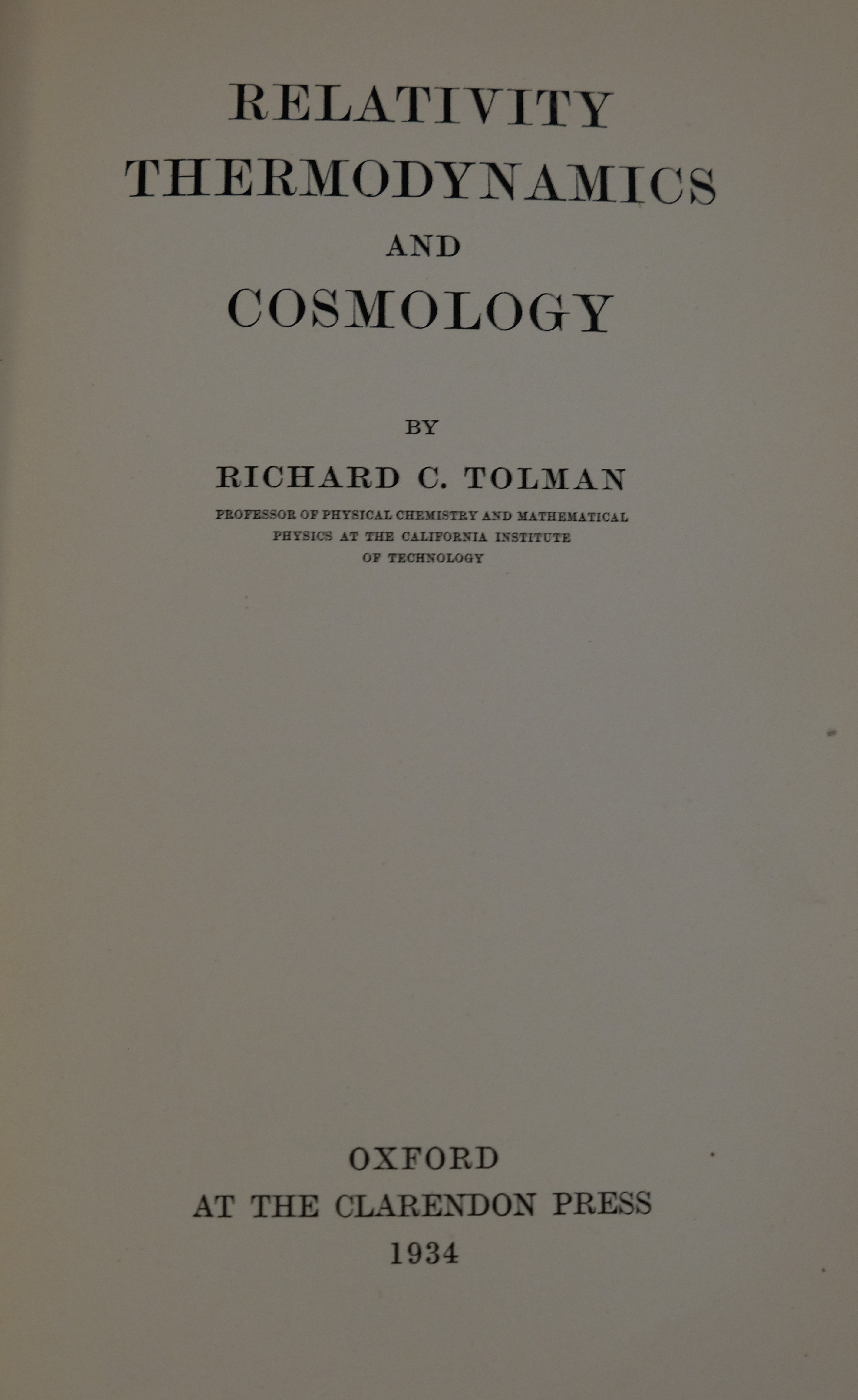
《상대론, 열역학 및 우주론》 (1934)의 표지

- 《Statistical mechanics with applications to physics and chemistry》. New York: The Chemical Catalog Company. 1927.
- 《Relativity, Thermodynamics, and Cosmology》. Oxford: Clarendon Press. 1934. LCCN 34032023. Reissued (1987) New York: Dover ISBN 0-486-65383-8.
- 《The Principles of Statistical Mechanics》. Oxford: Clarendon Press. 1938. ISBN 9780486638966. Reissued (1979) New York: Dover ISBN 0-486-63896-0. Tolman, Richard Chace (January 1987). 《1987 Dover reprint》. ISBN 9780486653839.